# Nadira Murray
Nadira Murray (anhörenⓘ* 6. April 1981 in der Usbekischen Sozialistischen Sowjetrepublik) ist eine usbekische, in Schottland lebende Filmemacherin und Filmproduzentin.

## Leben
Nadira Murray wurde 1981 in der Usbekischen Sozialistischen Sowjetrepublik, dem heutigen Usbekistan, geboren. Ihre Eltern arbeiteten beide als Theaterschauspieler. Seit 2004 lebt Murray in Großbritannien im politischen Exil. Sie absolvierte eine Ausbildung im Drama Studio in London und arbeitete als Schauspielerin in Londoner Theatern. Ab 2014 studierte sie an der Media Business School in Spanien.
Nach der Realisierung ihres Kurzfilms Locked In im Jahr 2017, für den sie das Drehbuch schrieb und auch Regie führte und in dem es um das Asylverfahren in Großbritannien geht, gründete sie SYLPH Productions als Start-up-Unternehmen. Der von ihr produzierte Film Winners von Regisseur Hassan Nazer feierte im August 2022 beim Edinburgh International Film Festival seine Weltpremiere und wurde vom Vereinigten Königreich als Beitrag für die Oscarverleihung 2023 in der Kategorie Bester Internationaler Film eingereicht.
Murray lebt im schottischen Edinburgh, wo auch ihr Filmproduktionsunternehmen seinen Sitz hat.

## Filmografie
- 2017: Locked In (Kurzfilm, auch Regie und Drehbuch)
- 2019: Stuk (Kurzfilm, auch Regie und Drehbuch)
- 2022: Winners
- 2022: Bite Size Halloween (Fernsehserie, 1 Folge)
- 2022: Fracture (Kurzfilm)

## Auszeichnungen
BFI Award
- 2023: Auszeichnung mit dem Filmmaker Award (Winners)[4]

British Independent Film Award
- 2022: Auszeichnung mit dem Raindance Discovery Award (Winners)
- 2022: Auszeichnung als Beste Nachwuchsproduzentin (Winners)[5]